# Hydroizohipsa
Hydroizohipsa – izolinia łącząca na mapie punkty jednakowej wysokości położenia zwierciadła wody podziemnej, leżące na tej samej wysokości względem przyjętego poziomu odniesienia, z reguły morza, tworząc tym samym mapę morfologii zwierciadła wody podziemnej. Wraz z liniami prądu tworzą siatkę ortogonalną.